# Agnieszka Suchora
Agnieszka Antonina Suchora (ur. 10 stycznia 1968 w Lublinie) – polska aktorka teatralna i filmowa.

## Życie prywatne
Jest córką polskiego aktora Piotra Suchory. Jej pierwszym mężem był Sławomir Pacek. W latach 2002–2021 była żoną Krzysztofa Kowalewskiego. Miała z nim córkę – Gabrielę (ur. 2000).

## Kariera
Uczyła się w I Liceum Ogólnokształcącym im. Mikołaja Kopernika w Gdańsku. W 1990 ukończyła studia na PWST w Warszawie. Od debiutu w roli Sary w Komediancie Thomasa Bernharda (reżyseria: Erwin Axer, prem. w 1990) jest aktorką Teatru Współczesnego w Warszawie. Występowała w Kabarecie Olgi Lipińskiej w TVP. Popularność przyniosła jej rola siostry Basi Es w sitcomie telewizyjnym Daleko od noszy.
Na ekranie debiutowała w 1991 epizodyczną rolą w serialu Panny i wdowy. W latach 2004–2009 grała siostrę Basię Es w serialu Daleko od noszy. Od 2016 gra w serialu Pierwsza miłość.
Jest współwłaścicielką sklepu wnętrzarskiego „A&A Bath” w Warszawie oraz projektantką wnętrz i mebli.
Od 2021 roku należy do kabaretu PanDemon.

## Filmografia
- 1991: Panny i wdowy jako sprzedawczyni kapeluszy (odc. 2)
- 1991: Panny i wdowy jako sprzedawczyni kapeluszy
- 1993: Jacek jako nauczycielka (odc. 2)
- 1993: Dwa księżyce jako Iza
- 1994: Bank nie z tej ziemi jako kelnerka (odc. 12, 13)
- 1995: Młode wilki jako dziewczyna Rudego
- 2001–2002: Graczykowie, czyli Buła i spóła jako Gienka (odc. 7, 37)
- 2002: Szpital na perypetiach jako Katarzyna Brzeniewiecka (odc. 10)
- 2002: Król przedmieścia jako psycholog szkolny (odc. 11)
- 2003–2004: Rodzinka jako Dorota
- 2004–2009: Daleko od noszy jako siostra Basia Es (od odc. 42)
- 2004: Camera Café jako Ludmiła
- 2004: Na dobre i na złe jako Krystyna Michalska (odc. 205)
- 2006: Niania jako matka Stanisława Kazimierza (odc. 21)
- 2006: Hela w opałach jako Wanda (odc. 1, 5)
- 2007: Ryś jako sekretarka
- 2007: Niania jako urzędniczka (odc. 68)
- 2008–2011: Plebania jako Jola
- 2010–2011: Daleko od noszy 2 jako siostra Basia Es
- 2011: Daleko od noszy. Szpital futpolowy jako siostra Basia Es
- 2011: Ki jako Gośka „Go”
- 2012: Ja to mam szczęście! jako autostopowiczka (odc. 46)
- 2014: Sama słodycz jako Ula, sekretarka na Uniwersytecie
- 2014: Ojciec Mateusz jako Lucyna Waluś (odc. 141)
- 2016-2021: Pierwsza miłość jako Anna Radziwiłł, partnerka Mariana Śmiałka
- 2016: Druga szansa jako Bożena Marczak, kuratorka sądowa (odc. 3)
- 2017: Daleko od noszy. Reanimacja jako siostra Basia Es
- 2017: Cicha noc jako Teresa
- 2017: Ucho Prezesa jako dziennikarka telewizyjna
- 2017: Ultraviolet jako Sylwia Jagoda (odc. 5)
- 2018–2019: Na Wspólnej jako Anna Budzyńska
- 2019: Wataha jako Iwona Gauza, matka Marcina (odc. 15, 16)
- 2019: Pod powierzchnią jako psycholog Maria Stańko (odc. 10, 11, 14)
- 2020: Zenek jako Teresa Martyniuk, matka Zenona Martyniuka
- 2021: Hiacynt jako Ewa Mrozowska, matka Roberta
- 2023: Emigracja XD (serial) jako Ela
- 2023: Lipowo. Zmowa milczenia (serial) jako Wiera Kojarska
- 2024: Miłość jak miód jako Majka
- 2024: Sami swoi. Początek jako Ziębicka

## Wybrane role teatralne
- Mistrz i Małgorzata (Michaił Bułhakow), reż.: Maciej Englert (1987)
- Wieczór Trzech Króli lub co chcecie (William Szekspir), reż.: Maciej Englert (1991)
- Czego nie widać (Michael Frayn), reż.: Maciej Englert (1992)
- Awantura w Chioggi (Carlo Goldoni), reż.: Maciej Englert (1993)
- Zimowa opowieść (William Szekspir), reż.: Maciej Englert (1995)
- U celu (Thomas Bernhard), reż.: Erwin Axer (1997)
- Przy stole (Thornton Wilder), reż.: Maciej Englert (1997)
- Nasze miasto (Thornton Wilder), reż.: Maciej Englert (1998)
- Łgarz (Carlo Goldoni), reż.: Giovanni Pampiglione (1998)
- Mieszczanin szlachcicem (Molier), reż.: Maciej Englert (1999)
- Wniebowstąpienie (Tadeusz Konwicki), reż.: Maciej Englert (2002)
- Bambini di Praga (Bohumil Hrabal), reż.: Agnieszka Glińska (2001)
- Porucznik z Inishmore (Martin McDonagh), reż.: Maciej Englert (2006)
- Udając ofiarę (Oleg i Władimir Presniakow), reż.: Maciej Englert (2007)

## Nagrody
W 2018 otrzymała Polską Nagrodę Filmową, Orzeł w kategorii Najlepsza drugoplanowa rola kobieca za rolę Teresy w filmie Cicha noc.        
W 2019 otrzymała nagrodę Grand Prix na Festiwalu Teatru Polskiego Radia i Teatru Telewizji Polskiej „Dwa Teatry” w Sopocie za rolę w „Weselu”.